# 維也納科技博物館
維也納科技博物館（德語：Vienna Technical Museum）是位於奧地利首都維也納的一座科技博物館。博物館於1908年決定興建，1909年開始建設，1918年開業。科技博物館擁有多個展區。